# Edvard Drabløs

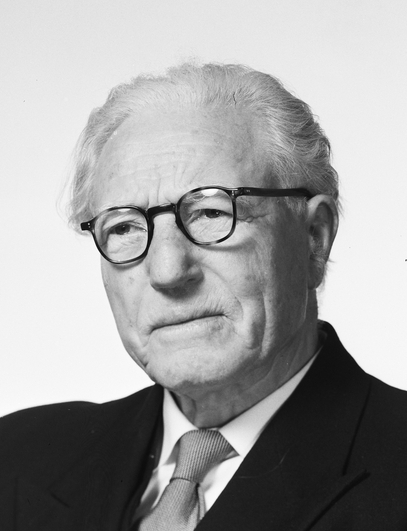
Edvard Drabløs in 1961

Edvard Drabløs (Sykkylven, 1 april 1883 – Oslo, 29 april 1976) was een Noorse acteur, instructeur en theaterdirecteur.

## Biografie
Drabløs groeide op in Velledalen in de gemeente Sykkylven in Sunnmøre, Noorwegen.
Hij speelde een centrale rol bij de oprichting van het Noorse theater en vanaf 1912 was Drabløs, met korte onderbrekingen, een van de belangrijkste krachten van het Noorse theater. In deze periode werkte hij ook als regisseur, en in 1915-1916 en 1950-1951 als theaterregisseur.
Een tijd leidde hij echter zijn eigen theaterensemble, dat later bekend werd als "Drabløs Teater". In 1917 toerde dit ensemble met de toneelstukken Jakob en Kristoffer van Peter Egge en George Dandin van Molière. Drabløs speelde zelf een van de titelrollen in Egge's volkskomedie, evenals de titelrol in de productie van Molière.
Drabløs' wijze humor en onveranderlijk oprechte gevoel maakten hem een uitstekend vertolker van Holberg (Jeppe, Herman von Bremen, Rosiflengius, Corfitz). Met een scherp gevoel voor realiteit en een sprankelend "Sunnmøre-gevoel" creëerde hij een rijke galerie aan personages. Ook in het werk van Drabløs komen prachtige Tsjechov- personages voor: de regimentsarts in De Drie Zusters en de oude bediende in De Kersentuin. Hij had ook bijrollen in verschillende films, van de magistraat in Fante-Anne (1920) tot de leraar in Ni liv (1957). Zijn laatste rol was Kristen in Bleikeplassen van Vesaas bij Det Norske Teatret en bij Fjernsynsteatret.

## Prijzen en onderscheidingen
- Cultuurprijs van de gemeente Oslo.
- Ridder van de 1e. Klasse van de Koninklijke Noorse Orde van Sint Olav 1953. [2]
- Bij Velledalen Grendahus staat een standbeeld van Edvard Drabløs.

## Filmografie
- 1965 – "Bleikeplassen" – Krister (TV)
- 1957 - "Negen levens" - de schoolleraar
- 1953 – "De schaatskoning"
- 1951 - "Grote mensen en kleine mensen" - grootvader
- 1951 - "Vi gifter oss" (We trouwen) - Hansen
- 1950 - "Twee verdachte mensen" - zwerver
- 1946 - "Om kjærlighet synger de" (Ze zingen over liefde)
- 1942 – "Trysil-Knut – "Pål-schoolmeester"
- 1941 - "Gullfjellet" - een boer
- 1940 - "Tørres Snørtevold" - Tørre's vader
- 1940 - "Godvakker-Maren" - Andreas, zwager van Endresen
- 1939 - "Gast Baardsen" - een visser
- 1938 - "Bør Børson Jr." – Bør Olderdalen, 'Oud moet'
- 1935 - "Eenheid is nodig" - vader van Øyvind
- 1934 - "Liv"(Leven) - een boer
- 1921 – "Felix" – zoon van Abraham
- 1921 - "Jomfru Trofast" - Albertus Kvalhei, Tone's oom
- 1920 - "Fante-Anne" - de magistraat

- Bibsys: 90148755
- Gemeinsame Normdatei: 1219706841
- International Standard Name Identifier: 0000 0004 8915 8153
- KulturNav: d1fa9ec5-db2a-4cde-b6b2-5b0e09ae41a2
- Virtual International Authority File: 50145971389132330402
- WorldCat: E39PBJkxJGGQtXHGyJwTbJvmBP